# Élections législatives de 1986 dans le Bas-Rhin
Les élections législatives françaises de 1986 ont lieu le 16 mars 1986. Dans le département du Bas-Rhin, neuf députés sont à élire dans le cadre d'un scrutin proportionnel par liste départementale à un seul tour.

## Élus
| Député élu            |  | Parti     |
| --------------------- |  | --------- |
| Adrien Zeller         |  | UDF (CDS) |
| Émile Koehl           |  | UDF (CDS) |
| Jean-Marie Caro       |  | UDF (CDS) |
| Germain Gengenwin     |  | UDF (CDS) |
| André Durr            |  | RPR       |
| François Grussenmeyer |  | RPR       |
| Jean Oehler           |  | PS        |
| Catherine Trautmann   |  | PS        |
| Robert Spieler        |  | FN        |

## Listes en présence

### Lutte ouvrière
| N° | Candidats            | Parti | Parti | Principales fonctions |
| -- | -------------------- | ----- | ----- | --------------------- |
| 01 | Michel Serfati       |       | LO    | Ouvrier               |
| 02 | Pierre Schott        |       | LO    | Ouvrier               |
| 03 | Pierrette Morinaud   |       | LO    | Enseignante           |
| 04 | Bernard Alcaras      |       | LO    | Ouvrier               |
| 05 | Marie-Claire Lechene |       | LO    | Sage-femme            |
| 06 | Claude Kugler        |       | LO    | Professeur            |
| 07 | Marie-Rose Wagner    |       | LO    | Employée              |
| 08 | Michel Schmidt       |       | LO    | Ouvrier               |
| 09 | Marc Baud-Berthier   |       | LO    | Maître-auxiliaire     |
|    |                      |       |       |                       |
| 10 | Bernadette Belot     |       | LO    | Ouvrière              |
| 11 | Carmen Lamotte       |       | LO    | Employée              |

### Ligue communiste révolutionnaire
| N° | Candidats           | Parti | Parti | Principales fonctions     |
| -- | ------------------- | ----- | ----- | ------------------------- |
| 01 | Laurent Fritz       |       | LCR   | Étudiant                  |
| 02 | Antonio Gomez       |       | LCR   | Ouvrier CROUS             |
| 03 | Marie-Claude Richez |       | LCR   | Employée PTT              |
| 04 | Isabelle Muller     |       | LCR   | Employée PTT              |
| 05 | Michel Kraft        |       | LCR   | Instituteur               |
| 06 | Joël Martine        |       | LCR   | Enseignant                |
| 07 | Francis Kientzler   |       | LCR   | Employé PTT               |
| 08 | Christiane Vonarb   |       | LCR   | Conseillère d'orientation |
| 09 | Jean-Claude Meyer   |       | LCR   | Enseignant                |
|    |                     |       |       |                           |
| 10 | Evelyne Herber      |       | LCR   | Étudiante                 |
| 11 | Daniel Drant        |       | LCR   | Employé PTT               |

### Divers gauche (ex-PS - MPPT)
| N° | Candidats              | Parti | Parti       | Principales fonctions                                     |
| -- | ---------------------- | ----- | ----------- | --------------------------------------------------------- |
| 01 | Dominique Collin       |       | DVG (ex-PS) | Médecin, conseiller municipal de Haguenau                 |
| 02 | Jean-Louis Boehler     |       | DVG         | Professeur                                                |
| 03 | Noël Nehlig            |       | DVG         | Préposé PTT                                               |
| 04 | Marie-José Mougenot    |       | DVG         | Enseignante                                               |
| 05 | Michel Antoine         |       | DVG         | Agent contractuel                                         |
| 06 | Valentin Maennlin      |       | DVG         | Exploitant agricole, ingénieur                            |
| 07 | Christiane Meyer       |       | DVG         | Infirmière anesthésiste                                   |
| 08 | Roger Weisgerber       |       | DVG         | Agent de fraisage                                         |
| 09 | Georges Hoffmann       |       | DVG (ex-PS) | Professeur, ancien secrétaire de la fédération socialiste |
|    |                        |       |             |                                                           |
| 10 | Hubert Whitechurch     |       | DVG         | Enseignant, chercheur                                     |
| 11 | Jean-Claude Gougenheim |       | DVG         | Cadre                                                     |

### Parti communiste français
| N° | Candidats            | Parti | Parti | Principales fonctions       |
| -- | -------------------- | ----- | ----- | --------------------------- |
| 01 | René Bailleux        |       | PCF   | Ingénieur                   |
| 02 | Joëlle Beauve        |       | PCF   | Agent SNCF                  |
| 03 | Ingeborg Lejarre     |       | PCF   | Journaliste                 |
| 04 | Edouard Winterhalter |       | PCF   | Directeur d'école honoraire |
| 05 | François Spielmann   |       | PCF   | Retraité                    |
| 06 | Jean-Marie Dupuy     |       | PCF   | Professeur                  |
| 07 | Jacqueline Buzes     |       | PCF   | CT aux PTT                  |
| 08 | Serge Califano       |       | PCF   | Fraiseur                    |
| 09 | Jean-Baptiste Metz   |       | PCF   | Professeur                  |
|    |                      |       |       |                             |
| 10 | José Hamm            |       | PCF   | Agent de lancement          |
| 11 | Gilbert Hugel        |       | PCF   | Employé                     |

### Parti socialiste - Mouvement des radicaux de gauche
| N° | Candidats                | Parti | Parti | Principales fonctions                              |
| -- | ------------------------ | ----- | ----- | -------------------------------------------------- |
| 01 | Jean Oehler              |       | PS    | Député sortant, conseiller municipal de Strasbourg |
| 02 | Catherine Trautmann      |       | PS    | Conseillère municipale de Strasbourg               |
| 03 | Alain Coffineau          |       | PS    | Conseiller municipal d'Obernai                     |
| 04 | Robert Gilly             |       | PS    | Professeur, Dingsheim                              |
| 05 | Jean-Charles Quintiliani |       | PS    | Fonctionnaire, Strasbourg                          |
| 06 | Lucien Zimmermann        |       | PS    | Maire de Barembach                                 |
| 07 | Colette Heitz            |       | PS    | Conseillère municipale de Saverne                  |
| 08 | Laurence Martinez        |       | PS    | Mère en foyer, Strasbourg                          |
| 09 | Francis Engel            |       | PS    | Électro-technicien, Uttenheim                      |
|    |                          |       |       |                                                    |
| 10 | Patrick Eberlin          |       | PS    | Inspecteur des douanes, Wissembourg                |
| 11 | Jean-Jacques Gsell       |       | PS    | Conseiller municipal de Strasbourg                 |

### Les Verts
| N° | Candidats             | Parti | Parti | Principales fonctions                         |
| -- | --------------------- | ----- | ----- | --------------------------------------------- |
| 01 | Hugues Stoeckel       |       | LV    | Professeur de mathématiques, La Petite-Pierre |
| 02 | Jean-François Gueidan |       | LV    | Conseiller municipal de Sélestat              |
| 03 | Catherine Auberger    |       | LV    | Mère de famille, Strasbourg                   |
| 04 | Michel Vogt           |       | LV    | Cinéaste, Truchtersheim                       |
| 05 | Gérard Heim           |       | LV    | Expert comptable                              |
| 06 | Patrick Fatalot       |       | LV    | Employé de Sécurité sociale, Oberhoffen       |
| 07 | Chantal Fernex-Munch  |       | LV    | Agricultrice biodynamiste, Heiligenstein      |
| 08 | Jean-Marc Gander      |       | LV    | Conseiller municipal de Muttersholtz          |
| 09 | Gilbert Mertz         |       | LV    | Maire de Neubois                              |
|    |                       |       |       |                                               |
| 10 | Louis Rufin           |       | LV    | Retraité, La Petite-Pierre                    |
| 11 | Francis Schlienger    |       | LV    | Conseiller municipal de Lingolsheim           |

### Mouvement démocratie alsacienne
| N° | Candidats          | Parti | Parti | Principales fonctions                                                   |
| -- | ------------------ | ----- | ----- | ----------------------------------------------------------------------- |
| 01 | Alfred Muller      |       | MDA   | Maire de Schiltigheim, conseiller général du Canton de Schiltigheim     |
| 02 | Lucien Braun       |       | MDA   | Président de l'Université populaire européenne, professeur d'université |
| 03 | Patrick Balmitgere |       | MDA   | Avocat                                                                  |
| 04 | René Bachelet      |       | MDA   | Professeur technique, adjoint au maire de Barr                          |
| 05 | Daniel Fierobe     |       | MDA   | Directeur adjoint à la direction régionale du Travail et de l'Emploi    |
| 06 | Marguerite Brunner |       | MDA   | Secrétaire médicale                                                     |
| 07 | René Schwartz      |       | MDA   | Chef d'études SNCF, adjoint au maire de Schiltigheim                    |
| 08 | Pierre Giersch     |       | MDA   | Ingénieur, conseiller municipal de Sélestat                             |
| 09 | Christian Munch    |       | MDA   | Conseiller principal d'éducation                                        |
|    |                    |       |       |                                                                         |
| 10 | Dominique Wittmer  |       | MDA   | Enseignant, maire d'Obersteinbach                                       |
| 11 | André Fougerousse  |       | MDA   | Maître de conférences à l'Université, maire d'Ostwald                   |

### Union pour la démocratie française
| N° | Candidats           | Parti | Parti   | Principales fonctions |
| -- | ------------------- | ----- | ------- | --- |
| 01 | Adrien Zeller       |       | UDF-CDS | Député sortant, conseiller général et maire de Saverne, ingénieur agronome                                                        |
| 02 | Émile Koehl         |       | UDF-CDS | Député sortant, conseiller général du Canton de Strasbourg-9 et premier adjoint au maire de Strasbourg, administrateur de société |
| 03 | Jean-Marie Caro     |       | UDF-CDS | Député sortant, conseiller général du Canton de Villé                                                                             |
| 04 | Germain Gengenwin   |       | UDF-CDS | Député sortant, maire de Schaeffersheim, gérant de coopérative agricole                                                           |
| 05 | Marc Reymann        |       | UDF-CDS | Adjoint au maire de Strasbourg, directeur de centre de formation                                                                  |
| 06 | André Traband       |       | UDF-CDS | Conseiller général du Canton de Haguenau et maire de Haguenau, inspecteur régional de l'enseignement technique                    |
| 07 | André Klein-Mosser  |       | UDF-CDS | Conseiller général du Canton de Bischheim et maire de Bischheim, professeur                                                       |
| 08 | Alice Morel         |       | DVD     | Maire déléguée de Bellefosse, conseillère spécialisée en tourisme                                                                 |
| 09 | Joseph Fritz        |       | UDF-CDS | Conseiller général du Canton de Lauterbourg et maire de Niederlauterbach, président-directeur général                             |
|    |                     |       |         | |
| 10 | Jean-Pierre Kern    |       | UDF     | Conseiller municipal de Strasbourg, chef d'entreprise                                                                             |
| 11 | Jean-Pierre Foltzer |       | UDF-CPR | Conseiller municipal de Strasbourg                                                                                                |

### Rassemblement pour la République
| N° | Candidats             | Parti | Parti | Principales fonctions                                                                                                   |
| -- | --------------------- | ----- | ----- | --- |
| 01 | André Durr            |       | RPR   | Député sortant, conseiller général, maire d'Illkirch-Graffenstaden, professeur                                          |
| 02 | François Grussenmeyer |       | RPR   | Député sortant, conseiller général du canton de Wœrth, maire de Reichshoffen, ingénieur d'équipement en retraite        |
| 03 | André Bord            |       | RPR   | Ancien ministre, conseiller municipal de Strasbourg, libraire                                                           |
| 04 | Joseph Ostermann      |       | RPR   | Conseiller général du Canton de Wasselonne, vice-président du conseil général et maire de Wasselonne, chef d'entreprise |
| 05 | Gaston Schmitt        |       | RPR   | Conseiller général du Canton de Benfeld, vice-président du conseil général et maire de Kogenheim, chef d'entreprise     |
| 06 | Liliane Knoerr        |       | RPR   | Professeur de l'enseignement privé                                                                                      |
| 07 | Jean-Paul Lambla      |       | RPR   | Adjoint au maire de Haguenau, expert-comptable                                                                          |
| 08 | Rémy Brandel          |       | RPR   | Conseiller municipal de Saverne, chef d'entreprise                                                                      |
| 09 | Jean Waline           |       | RPR   | Professeur à la faculté de droit de Strasbourg                                                                          |
|    |                       |       |       | |
| 10 | Daniel Sittler        |       | RPR   | Cadre commercial |
| 11 | Pierre Bertrand       |       | RPR   | Conseiller général du Canton de Wissembourg, dirigeant d'entreprise                                                     |

### Centre national des indépendants - Mouvement social chrétien
| N° | Candidats        | Parti | Parti | Principales fonctions                       |
| -- | ---------------- | ----- | ----- | ------------------------------------------- |
| 01 | René Cailliau    |       | MSC   | Conseiller municipal de Haguenau            |
| 02 | Bernard Wodli    |       | CNIP  | Chef d'entreprise, Fegersheim               |
| 03 | Mariette Wagner  |       | CNIP  | Mère de famille, Riedseltz                  |
| 04 | Jacques Haegeli  |       | CNIP  | Responsable de production avicole, Sélestat |
| 05 | Claude Bronn     |       | CNIP  | Conseiller municipal de Truchtersheim       |
| 06 | Bruno de Chillaz |       | CNIP  | Exploitant agricole, Hilsenheim             |
| 07 | Brigitte Braye   |       | CNIP  | Agent de production, Betschdorf             |
| 08 | Jean Stahl       |       | CNIP  | Directeur d'école, Soultz-les-Bains         |
| 09 | Étienne Stoffel  |       | CNIP  | Conseiller municipal de Vendenheim          |
|    |                  |       |       |                                             |
| 10 | Norbert Schmitt  |       | CNIP  | Cadre bancaire, Haguenau                    |
| 11 | Eugène Kehres    |       | CNIP  | Chef de bureau honoraire, Herrlisheim       |

### Divers droite (RPR dissident)
| N° | Candidats           | Parti | Parti           | Principales fonctions                                                                             |
| -- | ------------------- | ----- | --------------- | ------------------------------------------------------------------------------------------------- |
| 01 | Alfred Pfalzgraf    |       | DVD (RPR diss.) | Conseiller général du Canton de Niederbronn-les-Bains et maire de Niederbronn, chef de service    |
| 02 | Ernest Rickert      |       | DVD (RPR diss.) | Conseiller général du Canton de Strasbourg-6 et adjoint au maire de Strasbourg, chef d'entreprise |
| 03 | Henri Gérard        |       | DVD             | Maire de Lutzelhouse, artisan                                                                     |
| 04 | Jean-Paul Boesinger |       | DVD             | Conseiller municipal d'Ingwiller, commerçant                                                      |
| 05 | Albert Rey          |       | DVD (RPR diss.) | Adjoint au maire de Strasbourg, agent général d'assurances                                        |
| 06 | Marc Elchinger      |       | DVD             | Chef d'entreprise, Soufflenheim                                                                   |
| 07 | Astrid Kleinmann    |       | DVD             | Conseillère municipale de Strasbourg, expert-comptable                                            |
| 08 | Joseph Schaal       |       | DVD             | Cadre médical, Obernai                                                                            |
| 09 | Richard Brudy       |       | DVD             | Conseiller municipal de Dalhunden, contremaitre-cuisinier                                         |
|    |                     |       |                 |                                                                                                   |
| 10 | Alain Lion          |       | DVD             | Conseiller municipal de Gambsheim, médecin                                                        |
| 11 | Jean-Paul Hammann   |       | DVD (RPR diss.) | Maire d'Ittenheim, agriculteur                                                                    |

### Front national
| N° | Candidats             | Parti | Parti | Principales fonctions          |
| -- | --------------------- | ----- | ----- | ------------------------------ |
| 01 | Robert Spieler        |       | FN    | Ingénieur-conseil              |
| 02 | France Daulard        |       | FN    | Sans profession                |
| 03 | Michel Feuillas       |       | FN    | Architecte expert              |
| 04 | Walter Krieger        |       | FN    | Directeur administratif        |
| 05 | Jean-Michel Schaetzel |       | FN    | Chirurgien-dentiste            |
| 06 | Roberte Zimmermann    |       | FN    | Travailleuse familiale         |
| 07 | Marcel Muhlheim       |       | FN    | Agent SNCF                     |
| 08 | Patrick Bernhard      |       | FN    | Agent administratif            |
| 09 | Albert Muller         |       | FN    | Militaire en retraite          |
|    |                       |       |       |                                |
| 10 | Jean-Louis Feuerbach  |       | FN    | Avocat                         |
| 11 | Florence Cheze        |       | FN    | Attachée au Parlement européen |

### Parti ouvrier européen
| N° | Candidats                    | Parti | Parti | Principales fonctions                |
| -- | ---------------------------- | ----- | ----- | ------------------------------------ |
| 01 | Alain Turcat                 |       | POE   | Pilote de ligne                      |
| 02 | Joëlle Leconte-Rosenfeld     |       | POE   | Journaliste                          |
| 03 | Jeanine Spilmont             |       | POE   | Sans profession                      |
| 04 | Isabelle Bonnard             |       | POE   | Employée de bureau                   |
| 05 | Lucette Kunze                |       | POE   | Aide à domicile pour personnes âgées |
| 06 | Harold Kunze                 |       | POE   | Etudiant                             |
| 07 | Nicole Lafrance              |       | POE   | Sans profession                      |
| 08 | Paul Taulemesse              |       | POE   | Bibliothécaire                       |
| 09 | Jean Machet De La Martinière |       | POE   | Retraité                             |
|    |                              |       |       |                                      |
| 10 | Evelyne Degobert             |       | POE   | Sans profession                      |
| 11 | Martine Pfleger              |       | POE   | Secrétaire                           |

## Résultats

### Résultats à l'échelle du département
| Liste Parti politique | Liste Parti politique                                                                        | Tête de liste    | Tour unique | Tour unique | Sièges |
| Liste Parti politique | Liste Parti politique                                                                        | Tête de liste    | Voix        | %           | Sièges |
| --------------------- | -------------------------------------------------------------------------------------------- | ---------------- | ----------- | ----------- | ------ |
|                       | Union pour l'Alsace Union pour la démocratie française                                       | Adrien Zeller    | 120 708     | 27,58       | 4      |
|                       | Union pour le renouveau du Bas-Rhin Rassemblement pour la République                         | André Durr       | 86 352      | 19,73       | 2      |
|                       | Pour une majorité de progrès avec le président de la République Parti socialiste (MRG - UCR) | Jean Oehler      | 81 339      | 18,59       | 2      |
|                       | Rassemblement national Front national                                                        | Robert Spieler   | 57 125      | 13,05       | 1      |
|                       | Liste du Mouvement démocratie alsacienne Divers gauche (MDA)                                 | Alfred Muller    | 26 173      | 5,98        | 0      |
|                       | Rassemblement pour l'Alsace diss. Rassemblement pour la République                           | Alfred Pfalzgraf | 20 943      | 4,79        | 0      |
|                       | Liste écologiste pour l'Alsace Les Verts                                                     | Hugues Stoeckel  | 16 001      | 3,66        | 0      |
|                       | Liste Socialisme maintenu soutenue par le MPPT Divers gauche (MPPT)                          | Dominique Collin | 9 792       | 2,24        | 0      |
|                       | Liste présentée par le Parti communiste français Parti communiste français                   | René Bailleux    | 7 004       | 1,60        | 0      |
|                       | Liste Lutte ouvrière Lutte ouvrière                                                          | Michel Serfati   | 5 237       | 1,20        | 0      |
|                       | Liste indépendante alsacienne Centre national des indépendants (MSC)                         | René Cailliau    | 5 196       | 1,19        | 0      |
|                       | Liste du Parti ouvrier européen Extrême droite (Parti ouvrier européen)                      | Alain Turcat     | 1 274       | 0,29        | 0      |
|                       | Liste LCR Ligue communiste révolutionnaire                                                   | Laurent Fritz    | 493         | 0,11        | 0      |
|                       | Liste La radio des Alsaciens 103,4 MH Z Divers                                               | Didier Barthelmé | 6           | 0,00        | 0      |
|                       |                                                                                              |                  |             |             |        |
| Inscrits              | Inscrits                                                                                     | Inscrits         | 607 410     | 100,00      | 9      |
| Abstentions           | Abstentions                                                                                  | Abstentions      | 140 045     | 23,06       |        |
| Votants               | Votants                                                                                      | Votants          | 467 365     | 76,94       |        |
| Blancs et nuls        | Blancs et nuls                                                                               | Blancs et nuls   | 29 722      | 6,36        |        |
| Exprimés              | Exprimés                                                                                     | Exprimés         | 437 643     | 93,64       |        |

### Scores par circonscription
|                                                        |                                                        |                                                        |
| UDF                                                    | RPR                                                    | PS                                                     |
| - 30 % et plus - 25 à 30 % - 20 à 25 % - Moins de 20 % | - 25 % et plus - 20 à 25 % - 15 à 20 % - Moins de 15 % | - 25 % et plus - 20 à 25 % - 15 à 20 % - Moins de 15 % |
|                                                        |                                                        |                                                        |
|                                                        |                                                        |                                                        |
| FN                                                     | MDA                                                    |                                                        |
| - 15 % et plus - 12 à 15 % - Moins de 12 %             | - 12 % et plus - 8 à 12 % - Moins de 8 %               |                                                        |